# Tajch Krechsengrund
Tajch Krechsengrund je bývalá důlní vodní nádrž v Banské Štiavnici. Lokalita se zbytky této vodní nádrže se dodnes nazývá Tajšok.
Výstavba hráze začala pod dohledem Samuela Mikovíniho v roce 1735. Z hlášení důlních úředníků ze dne 24. září 1737 vyplývá, že nádrž je hotová a její výstavba stála přes 21 000 zlatých. Nádrž byla poměrně malá a ze skupiny Piargských tajchů byla nejvýše položená (730 m n. m.). Měla menší hospodářský význam a sloužila víceméně jen pro potřeby šachty Königseg (pohon čerpacího a těžního stroje, pohon stoup).
Konkrétní technické parametry této vodní nádrže se nepodařilo zjistit.